# Alain Bui
Alain Bui, (n. Francia, 1969) es un Informático teórico francés. Es presidente de la Universidad de Versailles Saint Quentin en Yvelines desde octubre de 2017.

## Biografía
Alain Bui recibió formación en tecnologías de la información y la comunicación en la Universidad de París VII Denis Diderot. En 1999, se clasificó para gestionar la investigación en la Universidad de Paris 8.
Comienza su carrera como profesor titular en la Universidad de Picardía Julio Verne (1995-1999) y luego se convierte en profesor en la Universidad de Reims Champagne-Ardenne. Se incorpora al Centro Nacional para la Investigación Científica en 2003 como jefe del departamento de simulación. Es director del laboratorio Prims entre 2013 y 2015. En UVSQ, es director de relaciones internacionales de 2012 a 2016 y luego VP (2016-2017). Es autor de más de 60 publicaciones científicas.
En octubre de 2017, se convirtió en rector de la Universidad de Versailles Saint Quentin en Yvelines, sucediendo a Didier Guillemot.